# Rojo -Tierra-
〈Rojo -Tierra-〉(로호 티에라)는 일본의 여가수 나카모리 아키나(中森明菜)의 49번째 싱글로 2014년 12월 31일과 2015년 1월 21일에 발매하였다. (디지털 다운로드, CD: UPCH-5833) 작사는 카와에 미나코(川江美奈子)와 가수인 나카모리가 Miran:Miran이라는 명의로 작업하였고, 작곡은 아사쿠라 다이스케(浅倉大介)가 담당하였고 유니버설 뮤직 재팬 소속의 레이블인 유니버설 J에서 출시되었다. 나카모리 아키나가 2010년 7월, 마지막 싱글인 〈Crazy Love〉를 낸 이후 4년 6개월만에 내는 싱글로 아프리카 풍 사운드의 일렉트로닉 댄스 스타일의 곡이다. ‘Rojo’는 스페인어로 빨강을 뜻하며, ‘Tierra’는 대지를 뜻하는데 이 때문에 앨범 커버도 붉은색 바탕으로 되어 있다. 2014년 12월 31일, 나카모리 아키나가 제65회 NHK 홍백가합전에 12년 만에 출장하면서 미리 디지털 다운로드로 선공개하였고 뉴욕 현지중계로 스튜디오에서 이 노래를 선보이기도 했다.
2015년 1월 21일, 발매 직후 오리콘 데일리 싱글 차트에 7위로 처음 등장하였다. 또한 2015년 2월 2일자 오리콘 주간 싱글 차트에서는 8위를 기록하였는데 이는 1994년 〈월화〉 이후 21년 만에 싱글 차트 톱10에 오른 것이다.

## 수록곡
| #            | 제목                                 | 작사                       | 작곡              | 편곡                             | 재생 시간 |
| ------------ | ------------------------------------ | -------------------------- | ----------------- | -------------------------------- | --------- |
| 1.           | 〈〈Rojo -Tierra-〉〉                | 카와에 미나코, Miran:Miran | 아사쿠라 다이스케 | 아사쿠라 다이스케, 토리야마 유지 | 6:03      |
| 2.           | 〈〈La Vida〉〉                      | izumi                      | kosuki            | 오키진                           | 4:41      |
| 3.           | 〈〈Rojo -Tierra-〉 (instrumental)〉 |                            |                   |                                  | 6:02      |
| 4.           | 〈〈La Vida〉 (instrumental)〉       |                            |                   |                                  | 4:37      |
| 총 재생 시간 | 총 재생 시간                         | 총 재생 시간               | 총 재생 시간      | 총 재생 시간                     | 21:23     |